# كارل أندريه
كارل أندريه (بالإنجليزية: Carl Andre) (و. 1935  م) هو رسام، ونحات، وفنان، وكاتب، وشاعر، وفنان أرضي، وفنان تشكيلي أمريكي، ولد في كوينسي، ماساتشوستس، شارك في معرض دوكومنتا الرابع ‏، ودوكومنتا 6 ‏، ودوكومنتا 7 ‏، وهو عضوٌ في الأكاديمية الأمريكية للفنون والعلوم.

## التعليم
تعلم في أكاديمية فليبس.

## جوائز
حصل على جوائز منها:
- زمالة غوغنهايم.

## روابط خارجية
- كارل أندريه على موقع الموسوعة البريطانية (الإنجليزية)
- كارل أندريه على موقع مونزينجر (الألمانية)
- كارل أندريه على موقع ديسكوغز (الإنجليزية)